# Кыштымское машиностроительное объединение
Кыштымское машиностроительное объединение — крупнейший российский производитель горно-шахтного, горно-бурового оборудования и бурового инструмента. Основан Никитой Демидовым в 1757 году как железоделательный завод.
Завод находится в городе Кыштым Челябинской области. Один из старейших заводов Урала.

## История
Невозможно представить историю города Кыштыма в отдельности от машиностроительного завода «Кыштымское машиностроительное объединение», а историю машиностроительного завода без династии Демидовых.
Династия Демидовых известна с Демида Антуфьева, который был известным кузнецом. Единственный сын Демида — Никита также освоил кузнечное ремесло. В дальнейшем становлению Никиты Демидовича способствовал сам Пётр I.
За достижения и успехи Петр I отдал ему уральские заводы: только что построенный Невьянский (на Нейве) и старый Верхотурский.
При Никите Демидовиче производство уральских заводов было вне конкуренции. Один Невьянский завод выпускал в пять раз больше чугуна, чем все казённые заводы вместе взятые. На демидовских заводах лили чугун, плавили медь, делали железо, собирали часы, изготовляли металлический инструмент, посуду, котлы, трубы, отливали якоря.
21 сентября 1755 года Берг-коллегией был подписан Указ на постройку Верхне-Кыштымского чугуноплавительного и Нижне-Кыштымского железоделательного заводов. Рудные месторождения, открытые вокруг заводов, оказались превосходными по содержанию железа и располагались близко к поверхности земли.
В 1757 году выплавили первое железо, и вскоре его качество было признано не только в России, но и далеко за её пределами. Этот год и считается датой основания завода.
В 1873 году на Всемирной выставке в Вене эксперты отнесли Кыштымские Горные заводы к лучшим заводам Урала и России, производящим железо самого высокого качества.
Во времена Октябрьской революции и Великой Отечественной войны заводы переходили с мирного на военное производство.
В 1934 году завод стал родиной отечественного перфоратора: машины для бурения скважин по крепким породам глубиной до 2 −2,5 метров. С этого момента производственные мощности увеличились за счет пуска в эксплуатацию перфораторного цеха, оснащенного передовой технологией.
Летом 1934 года механический завод посетил Нарком тяжелой промышленности Григорий Константинович Орджоникидзе.
Орджоникидзе оценил первый советский перфоратор, за который кыштымский завод получил всесоюзную известность. При испытаниях в породах средней твердости за минуту бур углубился на 35 сантиметров, и это было намного производительнее американского (27 сантиметров в минуту).
С 1950 года кыштымские перфораторы начали экспортировать за рубеж, где они завоевали большое признание.
В 1960-х годах конструкторы Кыштымского машзавода запатентовали буровую машину СБМК-5 и буровую установку 1СБУ-125 для взрывного бурения в открытых карьерах.
В 1970 году представленная на Лейпцигской ярмарке ещё одна разработка — скреперная лебедка 100ЛС2С, которая была удостоена золотой медали.
К концу XX века разведка, добыча и переработка полезных ископаемых с помощью кыштымского оборудования велись в 32-х странах. В 1992 году предприятие было переименовано в ОАО «Кыштымский машиностроительный завод».
С сентября 2002 года ОАО «КМЗ» стал называться ОАО «Кыштымское машиностроительное объединение».
С января 2013 года ОАО «КМО» сменило тип Общества и стало называться ЗАО «КМО».

## Настоящее время
С 2005 ЗАО «КМО» входит в холдинг «Группа КАНЕКС».
Завод производит:
- Горно-шахное оборудование
- Обогатительное оборудование
- Конвейерное оборудование